# Philip James Bailey
Pour les articles homonymes, voir Bailey.
Philip James Bailey (22 avril 1816 - 6 septembre 1902) est un poète spasmodique anglais, surtout connu comme l'auteur de Festus.

## Biographie
Bailey est né le 22 avril 1816 à Nottingham, fils unique de Thomas Bailey et de sa première femme, Mary Taylor. Il est élevé dans la poésie de Lord Byron. Éduqué à Nottingham, il est instruit en classiques par Benjamin Carpenter, un pasteur unitarien. Agé de 15 ans, il s'inscrit à l'Université de Glasgow. Abandonnant l'idée de devenir ministre presbytérien, il commence en 1833 à étudier le droit dans un cabinet d'avocats à Londres. Le 26 avril 1834, il entre au Lincoln's Inn et est admis au barreau le 7 mai 1840, mais n'exerce jamais le droit.
En 1836, Bailey se retire dans la maison de son père à Old Basford, près de Nottingham, pour écrire. En 1856, il reçoit une pension de la liste civile en reconnaissance de son œuvre littéraire. En 1864, il s'installe à Jersey et voyage. En 1876, il retourne en Angleterre, s'installant d'abord à Lee près d'Ilfracombe, puis en 1885 à Blackheath. Enfin, il se retire à Nottingham. En juin 1901, il reçoit le doctorat honorifique en droit (DLL) de l'Université de Glasgow .
Bailey est mort de la grippe le 6 septembre 1902. Il est enterré au cimetière de Nottingham Rock (alias Church).

## Œuvres
Bailey est connu presque exclusivement par son unique poème volumineux, Festus, publié pour la première fois de manière anonyme en 1839, puis complété par une deuxième édition en 1845. Vaste spectacle de théologie et de philosophie, il comprend en une douzaine de chapitres une tentative de représenter la relation de Dieu à l'homme et de postuler "un évangile de foi et de raison combinés".
Parmi les admirateurs de Festus se trouvent Tennyson. Henry Wadsworth Longfellow l'imite dans The Golden Legend (1851). Bailey lui-même décrit sa démarche avec le néologisme « omniste » . Margaret Fuller est une passionnée de l'œuvre, mais avec des réserves critiques .
Les poèmes suivants de Bailey, The Angel World (1850), The Mystic (1855), The Age (1858) et The Universal Hymn (1867), sont des échecs. L'auteur en a ensuite incorporé de larges extraits dans les éditions ultérieures de Festus, qui ont finalement atteint plus de 40 000 lignes lorsque l'édition finale est publiée en 1889. À une certaine époque, son œuvre est immensément populaire, admirée pour son « feu d'imagination » (Elizabeth Barrett Browning), mais, comme les autres œuvres de l'école spasmodique dont Bailey est considéré comme le père, elle est maintenant peu lue .
En 2021, Edinburgh University Press publie une édition critique de Festus, éditée par Mischa Willett .